# César de la meilleure musique originale

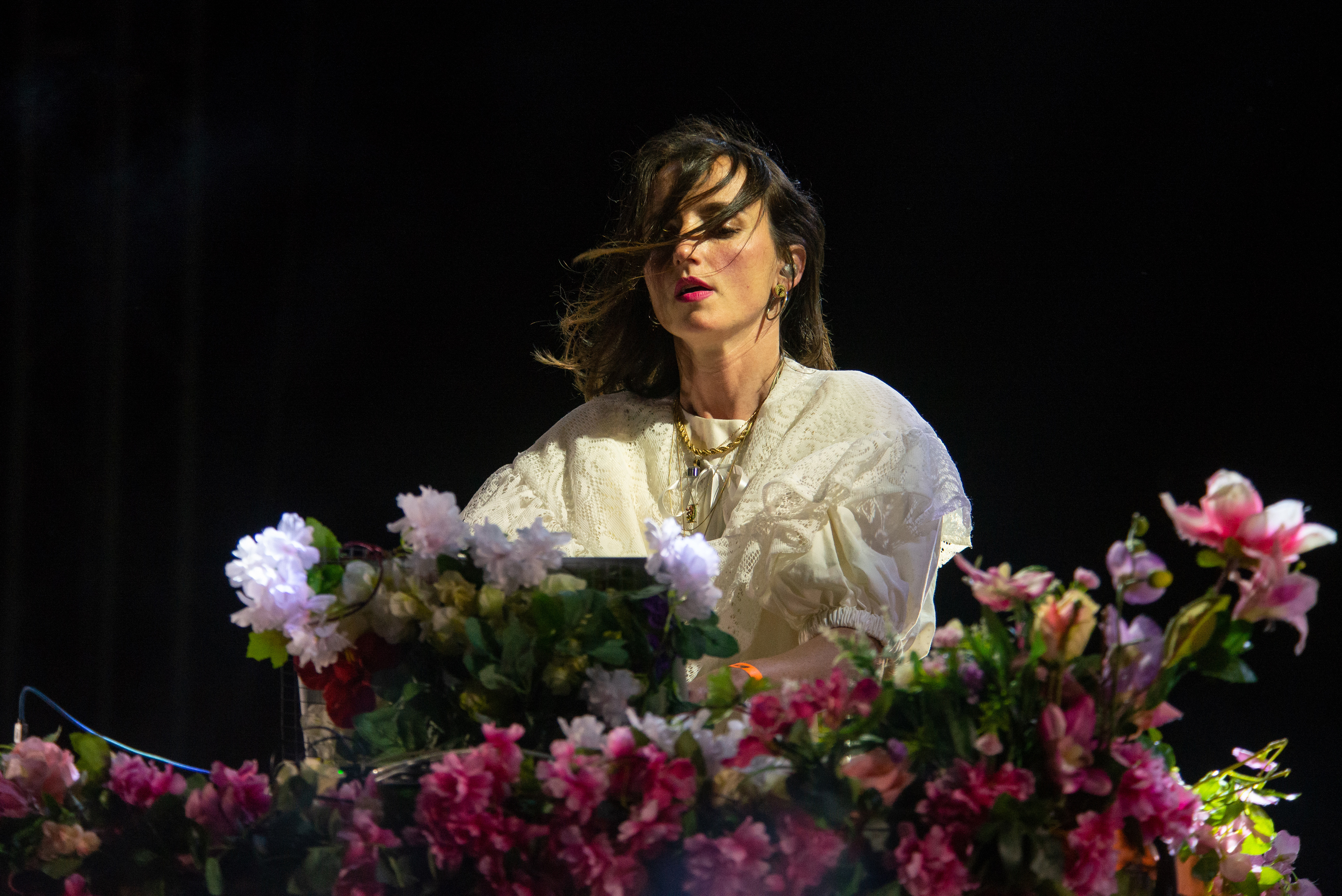
Irène Drésel lauréate du César de la meilleure bande originale en 2023.

Le César de la meilleure musique originale est une récompense cinématographique française décernée par l'Académie des arts et techniques du cinéma depuis la première remise de prix le 3 avril 1976 au Palais des congrès de Paris,.

## Palmarès

### Années 1970
- 1976 : Le Vieux Fusil – François de Roubaix
  - India Song – Carlos d'Alessio
  - Que la fête commence... – Philippe d'Orléans et Antoine Duhamel
  - Un linceul n'a pas de poches – Paul de Senneville et Olivier Toussaint
- 1977 : Barocco – Philippe Sarde
  - Le Grand Escogriffe – Georges Delerue
  - Police Python 357 – Georges Delerue
  - Je t'aime moi non plus – Serge Gainsbourg
  - Le Juge et l'Assassin – Philippe Sarde
  - À nous les petites Anglaises – Mort Shuman
- 1978 : Providence – Miklós Rózsa
  - L'Animal – Vladimir Cosma
  - Bilitis – Francis Lai
  - Le Crabe-tambour – Philippe Sarde
- 1979 : Préparez vos mouchoirs – Georges Delerue
  - La Chanson de Roland – Antoine Duhamel
  - Violette Nozière – Pierre Jansen
  - Une histoire simple – Philippe Sarde

### Années 1980
- 1980 : L'Amour en fuite – Georges Delerue
  - La Dérobade –  Vladimir Cosma
  - I… comme Icare – Ennio Morricone
  - Tess – Philippe Sarde
- 1981 : Le Dernier Métro – Georges Delerue
  - La Mort en direct – Antoine Duhamel
  - Je vous aime – Serge Gainsbourg
  - Atlantic City – Michel Legrand
- 1982 : Diva – Vladimir Cosma
  - Les Uns et les Autres – Michel Legrand et Francis Lai
  - La Guerre du feu – Philippe Sarde
  - Le Professionnel – Ennio Morricone
- 1983 : Le Retour de Martin Guerre – Michel Portal
  - Une chambre en ville – Michel Colombier
  - La Boum 2 – Vladimir Cosma et Francis Lai
  - La Passante du Sans-Souci – Georges Delerue
- 1984 : Le Bal – Vladimir Cosma
  - Tchao Pantin – CharlÉlie Couture
  - L'Été meurtrier – Georges Delerue
  - Équateur – Serge Gainsbourg
- 1985 : Les Cavaliers de l'orage – Michel Portal
  - L'Amour à mort – Hans Werner Henze
  - Rue barbare – Bernard Lavilliers
  - Paroles et Musique – Michel Legrand
- 1986 : Tangos, l'exil de Gardel – Astor Piazzolla
  - On ne meurt que deux fois – Claude Bolling
  - Bras de fer – Michel Portal
  - Subway – Éric Serra
- 1987 : Autour de minuit – Herbie Hancock
  - Tenue de soirée – Serge Gainsbourg
  - Jean de Florette – Jean-Claude Petit
  - 37°2 le matin – Gabriel Yared
- 1988 : Champ d'honneur – Michel Portal
  - Les Innocents – Philippe Sarde
  - Agent trouble – Gabriel Yared
- 1989 : Le Grand Bleu – Éric Serra
  - Itinéraire d'un enfant gâté – Francis Lai
  - Camille Claudel – Gabriel Yared

### Années 1990
- 1990 : La Vie et rien d'autre – Oswald d'Andréa
  - Monsieur Hire – Michael Nyman
  - Un monde sans pitié – Gérard Torikian
- 1991 : Cyrano de Bergerac – Jean-Claude Petit
  - La Gloire de mon père et Le Château de ma mère – Vladimir Cosma
  - Nikita – Éric Serra
- 1992 : Tous les matins du monde – Jordi Savall
  - Delicatessen – Carlos d'Alessio
  - Mayrig – Jean-Claude Petit
  - La Double Vie de Véronique – Zbigniew Preisner
- 1993 : L'Amant – Gabriel Yared
  - Les Nuits fauves – René-Marc Bini
  - Diên Biên Phu – Georges Delerue
  - Indochine – Patrick Doyle
- 1994 : Un, deux, trois, soleil – Cheb Khaled
  - Les Visiteurs – Éric Lévi
  - Trois Couleurs : Bleu – Zbigniew Preisner
  - Germinal – Jean-Louis Roques
- 1995 : Trois Couleurs : Rouge – Zbigniew Preisner
  - La Reine Margot – Goran Bregović
  - La Fille de d'Artagnan – Philippe Sarde
  - Léon – Éric Serra
- 1996 : Élisa – Zbigniew Preisner, Michel Colombier et Serge Gainsbourg
  - La Cité des enfants perdus – Angelo Badalamenti
  - Le Hussard sur le toit – Jean-Claude Petit
  - Nelly et Monsieur Arnaud – Philippe Sarde
- 1997 : Microcosmos : Le Peuple de l'herbe – Bruno Coulais
  - Les Caprices d'un fleuve – René-Marc Bini
  - Un héros très discret – Alexandre Desplat
  - Ridicule – Antoine Duhamel
- 1998 : Western – Bernardo Sandoval
  - On connaît la chanson – Bruno Fontaine
  - Marquise – Jordi Savall
  - Le Bossu – Philippe Sarde
  - Le Cinquième Élément – Éric Serra
- 1999 : Gadjo dilo – Tony Gatlif
  - Taxi – IAM
  - Hasards ou Coïncidences – Francis Lai et Claude Bolling
  - Jeanne et le Garçon formidable – Philippe Miller

### Années 2000
- 2000 : Himalaya : L'Enfance d'un chef – Bruno Coulais
  - Les Enfants du marais – Pierre Bachelet
  - Est-Ouest – Patrick Doyle
  - Jeanne d'Arc – Éric Serra
- 2001 : Vengo – Tony Gatlif, La Caïta, Cheikh Ahmad al-Tûni et Tomatito
  - Saint-Cyr – John Cale
  - pour Les Rivières pourpres – Bruno Coulais
  - Harry, un ami qui vous veut du bien – David Sinclair Whitaker
- 2002 : Le Fabuleux Destin d'Amélie Poulain – Yann Tiersen
  - Le Peuple migrateur – Bruno Coulais
  - Sur mes lèvres – Alexandre Desplat
  - Le Pacte des loups – Joseph LoDuca
- 2003 : Le Pianiste (The Pianist) – Wojciech Kilar
  - Amen. – Armand Amar
  - Laissez-passer – Antoine Duhamel
  - Huit femmes – Krishna Levy
- 2004 : Les Triplettes de Belleville – Benoît Charest
  - Monsieur N. – Stephan Eicher
  - Pas sur la bouche – Bruno Fontaine
  - Bon voyage – Gabriel Yared
- 2005 : Les Choristes – Bruno Coulais
  - Un long dimanche de fiançailles – Angelo Badalamenti
  - L'Équipier – Nicola Piovani
  - Exils – Tony Gatlif
- 2006 : De battre mon cœur s'est arrêté – Alexandre Desplat
  - Va, vis et deviens – Armand Amar
  - Joyeux Noël – Philippe Rombi
  - La Marche de l'empereur – Émilie Simon
- 2007 : Ne le dis à personne – -M-
  - Indigènes – Armand Amar
  - La Tourneuse de pages – Jérôme Lemonnier
  - Cœurs – Mark Snow
  - Azur et Asmar – Gabriel Yared
- 2008 : Les Chansons d'amour – Alex Beaupain
  - Persepolis – Olivier Bernet
  - L'Ennemi intime – Alexandre Desplat
  - Un secret – Zbigniew Preisner
  - Faut que ça danse ! – Archie Shepp
- 2009 : Séraphine – Michael Galasso
  - Il y a longtemps que je t'aime – Jean-Louis Aubert
  - Mesrine : L'Instinct de mort et Mesrine : L'Ennemi public n° 1 – Marco Beltrami et Marcus Trumpp
  - Le Premier jour du reste de ta vie – Sinclair
  - Faubourg 36 – Reinhardt Wagner

### Années 2010
- 2010 : Le Concert – Armand Amar
  - Non ma fille tu n'iras pas danser – Alex Beaupain
  - Un prophète – Alexandre Desplat
  - À l'origine – Cliff Martinez
  - Welcome – Nicola Piovani
- 2011 : The Ghost Writer – Alexandre Desplat
  - Océans – Bruno Coulais
  - L'Arbre – Grégoire Hetzel
  - Liberté – Delphine Mantoulet et Tony Gatlif
  - Bus Palladium – Yarol Poupaud
  - La Princesse de Montpensier – Philippe Sarde
- 2012 : The Artist – Ludovic Bource
  - Les Bien-Aimés – Alex Beaupain
  - L'Apollonide - Souvenirs de la maison close – Bertrand Bonello
  - Un monstre à Paris – Matthieu Chedid et Patrice Renson
  - L'Exercice de l'État – Philippe Schœller
- 2013 : De rouille et d'os – Alexandre Desplat
  - Les Adieux à la reine – Bruno Coulais
  - Camille redouble – Gaëtan Roussel et Joseph Dahan
  - Dans la maison – Philippe Rombi
  - Populaire – Rob et Emmanuel d'Orlando
- 2014 : Michael Kohlhaas – Martin Wheeler
  - Casse-tête chinois – Loïk Dury, Christophe Minck
  - Alceste à bicyclette – Jorge Arriagada
  - L'Écume des jours – Étienne Charry
  - La Vénus à la fourrure – Alexandre Desplat
- 2015 : Timbuktu – Amine Bouhafa
  - Bande de filles – Jean-Baptiste de Laubier
  - Bird People – Béatrice Thiriet
  - Les Combattants – Lionel Flairs, Benoît Rault, Philippe Deshaies
  - Yves Saint Laurent – Ibrahim Maalouf
- 2016 : Mustang – Warren Ellis
  - Les Cowboys – Raphael
  - En mai, fais ce qu'il te plaît – Ennio Morricone
  - Mon roi – Stephen Warbeck
  - Trois souvenirs de ma jeunesse – Grégoire Hetzel
- 2017 : Dans les forêts de Sibérie - Ibrahim Maalouf
  - Chocolat - Gabriel Yared
  - Elle - Anne Dudley
  - Frantz - Philippe Rombi
  - Ma vie de Courgette - Sophie Hunger
- 2018 : 120 battements par minute – Arnaud Rebotini
  - Au revoir là-haut – Christophe Julien
  - Grave – Jim Williams
  - Petit Paysan – Myd
  - Visages, villages - Matthieu Chedid
- 2019 : Guy - Vincent Blanchard et Romain Greffe
  - Amanda - Anton Sanko
  - En liberté ! - Camille Bazbaz
  - Les Frères Sisters - Alexandre Desplat
  - Pupille - Pascal Sangla
  - Un amour impossible - Grégoire Hetzel

### Années 2020
- 2020 : J'ai perdu mon corps - Dan Levy
  - Atlantique  - Fatima Al Qadiri
  - J'accuse - Alexandre Desplat
  - Les Misérables  - Marco Casanova et Kim Chapiron
  - Roubaix, une lumière - Grégoire Hetzel
- 2021 : La Nuit venue - Rone
  - ADN - Stephen Warbeck
  - Antoinette dans les Cévennes - Mateï Bratescot
  - Été 85 - Jean-Benoît Dunckel
  - Adieu les cons - Christophe Julien
- 2022 : Annette - Ron et Russell Mael (Sparks)
  - BAC Nord - Guillaume Roussel
  - Boîte noire - Philippe Rombi
  - Les Olympiades - Rone
  - La Panthère des neiges - Warren Ellis et Nick Cave
- 2023 : À plein temps - Irène Drésel
  - Coupez ! - Alexandre Desplat
  - L'Innocent - Grégoire Hetzel
  - La Nuit du 12 - Olivier Marguerit
  - Pacifiction : Tourment sur les Îles - Marc Verdaguer et Joe Robinson
  - Les Passagers de la nuit - Anton Sanko
- 2024 :  Le Règne animal - Andrea Laszlo De Simone
  - L'Amour et les Forêts - Gabriel Yared
  - Chien de la casse - Delphine Malausséna
  - Disco Boy - Vitalic
  - Les Trois Mousquetaires : D'Artagnan et Les Trois Mousquetaires : Milady - Guillaume Roussel
- 2025 : Emilia Pérez - Camille et Clément Ducol 
  - Jon Brion pour L'Amour ouf
  - Jérôme Rebotier pour Le Comte de Monte-Cristo
  - Alexandre Desplat pour La Plus Précieuse des marchandises
  - Charlie et Linda Courvoisier pour Vingt Dieux

## Nominations multiples

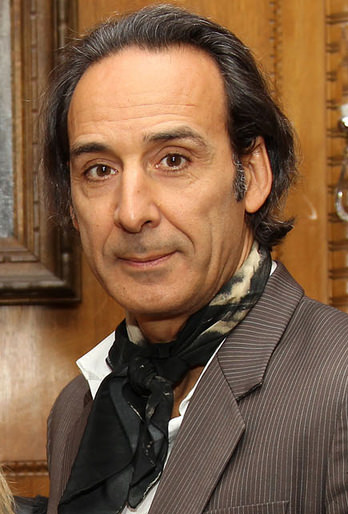
Le compositeur Alexandre Desplat en 2015

Plusieurs compositeurs ont été nommés à plusieurs reprises. Certains (en gras) ont reçu plusieurs fois la récompense (nombre précisé entre parenthèses) :
12 : Alexandre Desplat (3)
11 : Philippe Sarde (3)
8 :  Gabriel Yared
7 : Georges Delerue (3) - Bruno Coulais (3) 
6 : Vladimir Cosma (2) - Éric Serra
5 :  Serge Gainsbourg - Francis Lai - Antoine Duhamel - Zbigniew Preisner (2) - Grégoire Hetzel
4 :  Michel Portal (3) - Tony Gatlif (2) - Jean-Claude Petit - Armand Amar
3 :  Michel Legrand - Alex Beaupain - Ennio Morricone - Philippe Rombi - Matthieu Chedid
2 :  Carlos d'Alessio - Michel Colombier - René-Marc Bini - Jordi Savall - Claude Bolling - Patrick Doyle - Bruno Fontaine - Angelo Badalamenti - Nicola Piovani - Ibrahim Maalouf - Stephen Warbeck - Christophe Julien

## Place des femmes dans le palmarès
Peu de compositrices ont reçu des nominations pour le César de la meilleure musique originale et une seule a été lauréate : Irène Drésel en 2023. Aucune n'a été nommée plus d'une fois.
- 2006 : La Marche de l'empereur – Émilie Simon
- 2015 : Bird People – Béatrice Thiriet
- 2017 : 
  - Elle - Anne Dudley
  - Ma vie de Courgette - Sophie Hunger
- 2020 : Atlantique  - Fatima Al Qadiri
- 2023 : À plein temps - Irène Drésel
- 2024 : Chien de la casse - Delphine Malausséna